# BaseX
BaseX – natywny i kompaktowy system zarządzania bazą danych XML, rozwijany jako community-projekt na GitHub. Stosowany jest przede wszystkim do zapisu, wyszukiwania i wizualizacji dużych dokumentów i kolekcji XML.
BaseX jest wieloplatformowa i oferowana na warunkach licencji Open Source.
W przeciwieństwie do innych baz danych bazy danych XML opierają się na standardach jak XPath i XQuery, BaseX oferuje wysoki komfort zgodności z oficjalnymi  rekomendacjami W3C oraz z rozszerzeniami.
Zintegrowany graficzny interfejs użytkownika umożliwia interaktywną eksplorację i analizę danych i pozwala na bieżące korzystanie z wydruków XPath/XQuery.

## Technologie
- XPath – język wyszukiwania
- XQuery 3.1
  - XQuery Update Facility (W3C)
  - XPath/XQuery Full Text (W3C)
- EXPath moduły
- Architektura klient-serwer
- APIs: RESTXQ, RESTful API, WebDAV, XML:DB, XQJ; Java, C#, Perl, PHP, Python i inne
- Graficzny interfejs użytkownika: Treemap, wykres punktowy, reprezentacja w tabeli, tree view

## Baza danych
BaseX używa reprezentacje w tabeli aby przechowywać dokumenty XML. XPath akcelerator i Staircase Join operator były inspiracja żeby przyspieszyć XPath. Dodatkowo BaseX używa kilka indeksów żeby przyspieszyć dalej wyszukiwanie.

## Historia
Twórcą BaseX jest Christian Grün z uniwersytetu w Konstancji. Projekt powstał w 2005 roku. W 2007 roku BaseX został otwartym systemem na licencji BSD.